# Fonte Q
     Marco
     Q
     Matteo (materiale esclusivo)
     Luca (materiale esclusivo)

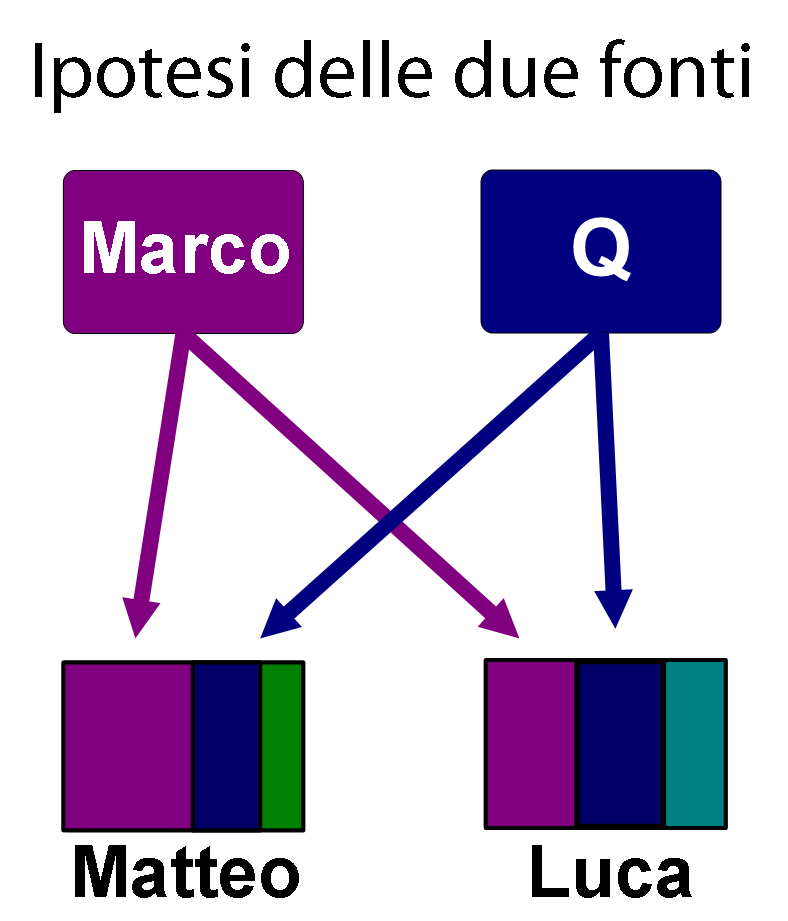
Secondo l'ipotesi delle due fonti, il Vangelo secondo Matteo e il Vangelo secondo Luca furono scritti indipendentemente, ciascuno usando il Vangelo secondo Marco come base più un altro documento, detto "Fonte Q", per il materiale comune ai due vangeli ma non presente in Marco
Marco
Q
Matteo (materiale esclusivo)
Luca (materiale esclusivo)

La fonte Q (dal tedesco Quelle, trad. italiana "fonte") o documento Q  è un'ipotetica fonte storiografica che si suppone sia stata utilizzata nella composizione dei vangeli sinottici del Nuovo Testamento. La versione della "teoria delle due fonti" oggi più comunemente proposta per la risoluzione del problema sinottico ipotizza l'esistenza della Fonte Q e sostiene la priorità cronologica tra i sinottici del Vangelo secondo Marco, o, più probabilmente, di una versione di Marco più primitiva rispetto a quella giunta a noi. 
Q sarebbe composto da un elenco di detti, e per questo motivo è noto anche come Vangelo dei detti o Fonte dei detti sinottici. Come nel caso del Vangelo di Tommaso, l'attenzione di Q sarebbe più per i detti di Gesù che per la narrazione della sua passione e della sua risurrezione.

## Storia di questa ipotesi
Nel 1801 l'inglese Herbert Marsh ipotizzò per primo che la redazione dei vangeli avesse utilizzato una fonte "narrativa" e una di "detti" (nella quale tuttavia inserì anche le parabole che compaiono solo in Matteo o solo in Luca. Nella sua opera, A dissertation on the Origin and Composition of our Three First Canonical Gospels, indicò la sorgente narrativa con la lettera ebraica Aleph (א) e quella dei detti con la lettera beth (ב).
Pochi decenni dopo, nel 1832, il tedesco Friedrich Schleiermacher individuò un supporto di questa tesi in una frase di Papia di Ierapoli, uno dei primi scrittori cristiani (c. 125): "Matteo quindi raccolse i detti nella lingua del Signore, traducendoli ognuno come poteva". Nell'interpretazione tradizionale questa affermazione era stata interpretata come un indizio di un proto-vangelo ebraico di Matteo, ma Schleiermacher propose che si trattasse di una semplice raccolta di detti, predisposta dall'apostolo e utilizzata più tardi dal redattore del vangelo di "Matteo" e dagli altri evangelisti come fonte dei detti inseriti nella propria narrazione.
Infine, nel 1838 un altro tedesco, Christian Hermann Weisse, collegò l'ipotesi di Schleiermacher con la teoria della priorità marciana dando l'avvio alla teoria delle due fonti, secondo cui Matteo e Luca scrissero indipendentemente i loro vangeli utilizzando il vangelo di Marco e una fonte di detti. Heinrich Julius Holtzmann adottò questo approccio in un importante trattato sul problema sinottico (1863) e da allora l'ipotesi fu seguita dalla maggior parte degli studiosi.
Papia, in realtà, aveva indicato il testo ebraico di Matteo con la parola greca loghia, che normalmente viene utilizzata per la Parola di Dio, anche nei suoi brani narrativi, e non con logoi, il termine più appropriato per indicare esclusivamente "detti". L'ipotesi di una fonte costituita principalmente da "detti" del Signore era nata grazie a una forzatura del testo di Papia. Verso la fine del secolo, perciò, su proposta di Johannes Weiß, fu adottata la lettera Q, dal tedesco Quelle, fonte, per indicare la fonte più antica, con l'obiettivo di svincolare l'ipotesi sia dal testo di Papia sia dall'ipotesi che contenesse solo detti.

## Contenuto di Q
Confrontando il testo dei primi tre vangeli in uno schema sinottico, cioè affiancandoli l'uno all'altro su tre colonne parallele, si possono fare alcune osservazioni:
- Quasi tutti gli episodi presenti in Marco sono presenti anche in Matteo e in Luca; in questi casi, a volte i tre testi sono uguali tra di loro, altre volte invece Marco presenta un racconto più lungo, spesso più vivace e pittoresco, rispetto al passo parallelo di Matteo o di Luca, in genere più curati dal punto di vista letterario. Sembra quindi che in questi casi il Vangelo di Marco faccia da guida agli altri due, i quali a volte lo seguono in toto, altre volte lo modificano secondo il proprio stile;
- altri episodi sono presenti solo in Matteo e Luca e non compaiono in Marco. Questi episodi, detti della "doppia tradizione", riguardano principalmente detti e discorsi di Gesù, e molto raramente fatti, miracoli, narrazioni. In questi passaggi i Vangeli di Matteo e Luca potrebbero essersi influenzati reciprocamente, oppure potrebbero avere seguito uno scritto comune;
- esistono infine episodi raccontati solo da Matteo (ad esempio: l'adorazione dei Magi), e altri raccontati solo da Luca (ad esempio: l'annuncio dell'angelo a Maria; l'adorazione dei pastori; la parabola del buon samaritano).

Q sarebbe dunque la fonte del materiale della "doppia tradizione", quello contenuto in Matteo e Luca ma non in Marco; potrebbe contenere anche il materiale esclusivo di Matteo e quello esclusivo di Luca (tecnicamente "Sondergut", cioè materiale speciale) o quello che presenta dei riscontri in Marco (le cosiddette sovrapposizioni Marco/Q).

## Esistenza di Q
L'esistenza di Q è avvalorata dalla convergenza di diversi fenomeni che caratterizzano la composizione del Vangelo secondo Matteo e del Vangelo secondo Luca, i quali, per la teoria delle due fonti, furono redatti indipendentemente. In particolare sono coinvolte le elaborazioni delle cosiddette "tripla tradizione", cioè del materiale presente in tutti e tre i vangeli sinottici, e "doppia tradizione", cioè il materiale contenuto in Matteo e Luca ma non in Marco. I fenomeni che inducono a ritenere probabile la redazione indipendente di Matteo e Luca e dunque l'esistenza della fonte Q sono:
- l'indipendenza del materiale "speciale", quale i racconti della natività di Gesù, che non sono compatibili tra loro, e dunque con la teoria che l'autore di Luca abbia attinto al Vangelo secondo Matteo;
- l'indipendenza del materiale della "tripla tradizione", quale l'assenza in Luca delle aggiunte di Matteo e della formulazione di Matteo del materiale di tripla tradizione;
- l'indipendenza della "doppia tradizione": l'assenza in Luca del materiale di Matteo all'interno della doppia tradizione, la primitività della formulazione lucana della "doppia tradizione", i differenti contesti marciani per la doppia tradizione.

Si tratta comunque di un'ipotesi elaborata dagli studiosi, in quanto non è mai stato trovato alcun manoscritto o testo antico contenente la fonte Q; secondo alcuni Q sarebbe in realtà uno schema espositivo orale usato dai primi discepoli a scopo mnemonico e catechetico a cui si accenna in Luca 1,1-2.

## Composizione
Q conterrebbe una raccolta di detti di Gesù, forse trasmessa per via orale, ma che a un certo punto dovrebbe essere stata posta per iscritto. Questa conclusione è basata sul fatto che il materiale di Q è presente nel Vangelo secondo Matteo e nel Vangelo secondo Luca nello stesso ordine, una volta che si tenga conto dell'abitudine dell'autore di Matteo di riunire il materiale per argomenti, caratteristica che punta alla presenza di una fonte scritta.

### Origine geografica
Molti detti di Q implicano un ambiente culturale e geografico corrispondente a quello giudaico e un punto di vista anti-farisaico; coloro che tramandano la tradizione associata a Q si ritengono rispettosi della Legge e proclamano il giudizio contro città palestinesi (Corazin, Betsaida e Cafarnao) sia all'inizio che alla fine di Q.
La teologia di Q sembra dunque indirizzata primariamente ad Israele, e per questo motivo alcuni studiosi ritengono che Q sia stato composto in Palestina, probabilmente nella zona settentrionale. È infatti probabile che gli scritti di Q fossero anticamente ricondotti a Matteo apostolo che secondo Papia di Ierapoli (vissuto pochi decenni dopo la redazione dei vangeli) sarebbe stato l'autore di una prima raccolta di detti di Gesù. Altri studiosi, pur notando una predilezione per l'ambiente della Galilea, sono più cauti nel localizzare la zona di composizione di Q con quelle terre, facendo notare come molti temi di Q possono aver avuto origine altrove nel mondo dell'ebraismo ellenizzato; del resto la fonte Q sarebbe stata utilizzata per la composizione di due vangeli scritti in lingua greca in Chiese fuori dalla Palestina.

### Datazione
La fonte Q presenterebbe alcuni detti contro Gerusalemme e contro il Tempio che, a differenza di altre profezie contenute nei vangeli non presuppongono alcun intervento militare; per tale motivo Q viene datato a prima dell'anno 70, in cui i Romani assediarono Gerusalemme e distrussero il Tempio.
Sebbene una datazione più precisa sia difficile, vi sono alcuni indizi che suggeriscono una data tra il 40 e il 50. La Fonte dei detti nacque come tradizione orale in un ambiente che comprendeva sia predicatori erranti del movimento di Gesù che lo sviluppo di congregazioni locali, dunque un ambiente esistente agli inizi del movimento, addirittura prima della Passione. Questi detti erano trasmessi nella lingua aramaica parlata da Gesù e dai suoi seguaci e dovevano contenere riferimenti alla Bibbia ebraica. La fonte dei detti di Q ricostruita dalla critica presuppone una persecuzione degli ebrei palestinesi nei riguardi dei gruppi "ebraico-cristiani" appena fondati; Paolo di Tarso parla di una persecuzione dei cristiani giudei come già avvenuta in 1 Tessalonicesi, lettera datata al 50, mentre l'esecuzione di Giacomo di Zebedeo, uno dei Dodici, da parte del re giudeo Erode Agrippa I avvenne intorno al 44. Infine Q presenta i gentili in buona luce, ad indicare che la predicazione presso di loro era probabilmente già iniziata, cosa che avvenne proprio tra il 40 e il 50. Questa ipotesi presuppone una prima versione aramaica, poi tradotta in greco, per facilitare la missione agli ebrei della diaspora ed ai pagani, missione documentata dagli Atti degli Apostoli e dalle lettere paoline.

## Critiche
Citando il noto esperto di codicologia Alphonse Dain, il prelato anglicano John William Wenham affermò che, nello scrivere le pergamene, valeva la seguente consuetudine:
( Vangeli sinottici, la "fonte Q" non esiste, su lanuovabq.it.)
Era quindi improbabile che coloro che componevano i vangeli riuscissero a fare riferimento a qualche fonte letteraria indipendente.
Secondo Wenham, Marco e Pietro conoscevano Matteo, mentre Luca conosceva Matteo e Marco:
( Vangeli sinottici, la "fonte Q" non esiste, su lanuovabq.it.)
La sua opera continuò quella di John Arthur Thomas Robinson che retrodatò i Vangeli.